# غريغ براندون
غريغ براندون (بالإنجليزية: Gregg Brandon)‏ هو مدير فني أمريكي، ولد في 29 فبراير 1956 في توسان في الولايات المتحدة.